# Radio Q
Radio Q, som började sända den 15 november 1993 i Stockholm på FM-bandet på frekvensen 104,7 MHz, var en kommersiell motsvarighet till Sveriges Radio P1. Stationen sände från studior i Gamla stan med ambitionen att vara kvinnornas egen radiokanal. Efter problem med både lyssnarsiffror och ekonomi lades stationen ner efter ett par år; sista sändningen ägde rum den 30 juni 1995. Mediakoncernen CLT (som en gång hade drivit Radio Luxemburg och som år 2000 bytte namn till RTL) köpte frekvensen och lanserade där Lugna Favoriter som bara något år senare blev Stockholms mest avlyssnade kommersiella radiostation.
2009 lades delar av programutbudet upp på en hemsida, Radio Q där bland andra de uppskattade råden från barnpsykologen Malin Alfvén går att lyssna till.